# تحلل منسجم
التحلل المنسجم (بالإنجليزية: Elegant degradation)‏ هو مصطلح يستخدم في الهندسة لوصف ما يحدث للماكينات التي تكون عرضة للعمل الثابت والإجهاد المتكرر. خارجيًا، تظل هذه الماكينة على ذات المظهر الخارجي للمستخدم وتبدو مناسبة للوظيفة من حيث المظهر الخارجي. أما داخليًا، فيضعف أداء الماكينة بمرور الوقت. وأخيرًا، لا تستطيع الماكينة الصمود أمام الجهد الذي تتعرض له وتتعطل. عند المقارنة بالتحلل البطيء لا تتناقص الجودة التنفيذية بشكل كامل ولكن العطل قد لا يتعدى كونه لحظيًا. ويعتمد تنوع معاني هذه المصطلحات على السياق والمجال وقد لا يكون مقتصرًا على الهندسة.